# Infineon Technologies
Infineon Technologies è un'azienda tedesca produttrice di componenti elettronici a semiconduttore.

## Storia
L'azienda fu fondata nell'aprile del 1999 quando la filiale dei semiconduttori della casa madre Siemens è stata staccata per formare una entità legale separata. Al  2018 Infineon, che ha 40.100 lavoratori in tutto il mondo, raggiunge vendite di 7,599 miliardi di euro, facendo parte dei primi 20 produttori di semiconduttori per vendite nel mondo.
Dal 1º maggio 2006, la divisione dei prodotti VLSI di Infineon è stata tagliata creando varie compagnie nuove tra cui la Qimonda per le memorie o la Lantiq per i processori SoC. È membro dell'Istituto europeo per le norme di telecomunicazione (ETSI).